# Raión de Ovruch
Óvruch (en ucraniano: О́вруцький райо́н) fue un raión o distrito de Ucrania en el óblast de Zhitómir. En la reforma territorial de 2020, su territorio fue incluido en el raión de Korosten.
Comprendía una superficie de 3222 km².
La capital era la ciudad de Óvruch.

## Demografía
Según estimación 2010, contaba con una población total de 67876 habitantes.

## Otros datos
El código KOATUU es 18202000. El código postal 11100 y el prefijo telefónico +380 4148.